# Хрисант І Константинопольський
Хрисант (Манолей) — Вселенський Патріарх у 1824–1826 роках.

## Життєпис
Він має болгарське походження і народився 25 лютого 1768 року в селі Граматіково Воденон (Като Граматіко, Пелла). Його батьків звали Анастасій і Акатерині, і він походив із старого роду Манолеїв, нащадки якого існують і сьогодні. Навчався у відомих школах Едеси, Науси та Рапсані, був членом братства Кутлумусівського монастиря на Афоні. Висвячений у сан диякона єпископом Сербським і Козанський Феофілом, а в старця — митрополитом Солунським Герасимом.
Служив митрополитом Кесарійським . 8 лютого 1799 року він був обраний митрополитом Верії і, нарешті , 13 липня 1811 року митрополитом Серрським. Він був членом Товариства дружби, але, зберігаючи необхідну рівновагу, йому вдалося врятувати Серрес від загальної бійні, яка була замовлена після початку революції 8 травня 1821 року. Після смерті патріарха Євгенія II у 1822 р. був висунутий на його наступник, але Деркон Єремія відхилив його кандидатуру, оскільки «був болгарином». Пізніше вважався лідером синодальної опозиції.

### Патріархат
Остаточно був обраний Константинопольським патріархом 9 липня 1824 року після звільнення з посади свого попередника Антима. У помсту він скинув і вигнав Деркона Єремію, який виступав проти його обрання. У цій суперечці сторона Хрисанта стверджувала, що Єремія пограбував гроші у громадськості та Церкви, оскільки в його сейфі було знайдено 300 000 грошей, тоді як сторона Єремії стверджувала, що співчуття нового Патріарха означало непряме визнання звинувачень Болгарії.
14 жовтня 1825 р. під тиском Високої порти він скликав у Константинополі Синод за участю єрусалимського патріарха Полікарпа, який звільнив Александрійського патріарха Феофіла від своїх обов’язків, оскільки він був відсутній на своєму патріаршому місці протягом багатьох років і знаходився у своєму рідному місті Патмос, де він підтримував Грецьку революцію.
Він був освіченим, але й зарозумілим, створив собі багато ворогів. Його звинуватили в романі з Євфімією, вдовою зрадника Асімакіса, і через це 26 вересня 1826 року він був скинутий турками і засланий до Кесарії. Помер 10 вересня 1834 р. і був похований у монастирі Спаса Христа в Пригіпі , де й прожив останні роки свого життя.

## Спадщина
У 2016 році Арнісська середня школа Пелли була перейменована в «Арнісську середню школу Вселенського Патріарха Хрисанта».